# Вітебська провінція
Вітебська провінція (рос. Витебская провинция) — адміністративно-територіальна одиниця у Могилівській губернії та Псковській губернії Російської імперії в 1772-1776 роках. Центр — місто Вітебськ.

## Історія
Вітебська провінція у складі Могилівської губернії 28 травня 1772 року була створена указом російської імператриці Катерини II з частин теренів Вітебського воєводства Великого князівства Литовського у Речі Посполитій, що були анексовані Росією під час Першого розділу Речі Посполитої.
У серпні 1772 р. було вирішено в Росії, що м. Вітебськ з цією провінцією передати під сусідню Псковську губернію. 23 листопада 1772 р. був опублікований указ Сенату Російської імперії, який підтвердив поділ на провінції Псковської й Могилівської губерній. Врешті Псковська губернія з центром у м. Опочка складалася з 5 провінцій:
- 2-х російських — Псковської[ru] і Великолуцької[ru],
- 3-х білоруських: Полоцької[ru], Вітебської й Двинської[ru][6].

22 липня 1773 р. оголошено указ про поділ Вітебської провінції на повіти з центрами в м. Веліжі, м. Городку й м. Вітебську.
У листопаді 1775 р. вийшла нова «Установа для управління губерніями», згідно з яким провінції були ліквідовані. Однак, фактично поділ на провінції ще існував при створенні Полоцької губернії в серпні 1776 р.. У 1777 р. оголошено указ про поділ Полоцької губернії на повіти, але введення в Полоцьку губернію «Установи для управління губерніями» 1775 р. відбулося лише у травні 1778 р. після указу 10 січня 1778 р..
У складі Полоцької губернії тоді заснували 11 повітів: Полоцький, Дрісенський, Себезький, Невельський, Дінабургський, Режицький, Люцинський, Вітебський, Веліжський, Городокський та Суразький. Після 3-го поділу Речі Посполитої 1793 р. через нові анексовані терени було створено 12-й, Лепельський повіт. У 1796 р. утворено Білоруську губернію із центром у м. Вітебськ, а у 1802 р. утворена Вітебська губернія із центром у м. Вітебськ.

## Географія
Площа 851 284 десятини. Включала 7 містечок, 166 сіл, 2910 малих сільських поселень, державним володінням була Вітебська економія і 17 староств з часу Великого князівства Литовського, серед яких найбільшими були Веліжське, Усвятське та Єзеріщенське.

## Управління
Очолювалася воєводою (Юзеф Антоній Сологуб), при якому діяла Вітебська провінційна канцелярія.
Провінція була воєнізованою, тобто ділилася за колишнім військовим принципом території полку і «воєнізованих» комісарств (території кількох сотень).
Провінція підпорядковувалася губернській канцелярії й губернаторові у м. Опочка. Провінція управлялася провінційною канцелярією. Їй підпорядковувалися комісарства. У центрах комісарств перебували комісарські правління. Їм підпорядковувалося населення певної території. Основною одиницею комісарства були державні військові слободи. У них жили в основному військові обивателі.